# Lil’ Keke

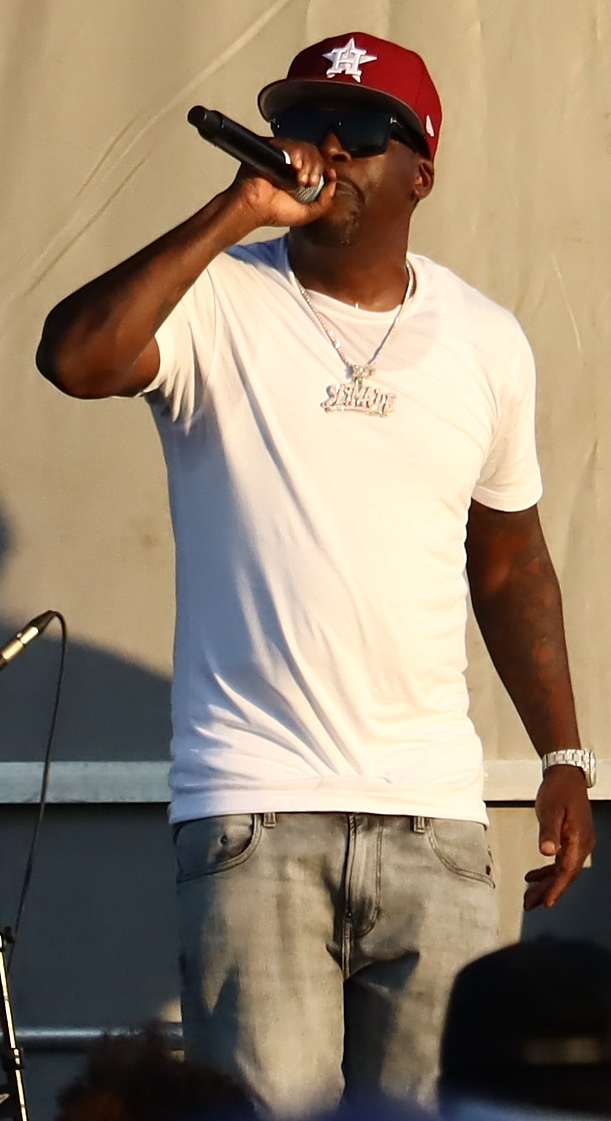
Lil’ Keke, 2024

Lil’ Keke (* 29. März 1976 in Houston, Texas; bürgerlicher Name Marcus Lakee Edwards) ist ein amerikanischer Rapper, Mitglied des in Houston ansässigen Swisha House Labels und ebenfalls Teil der Screwed Up Click, einer Underground-Rap-Gruppe.

## Biografie
Lil’ Keke wuchs in Hershelwood, im Süden, von Houston, Texas, auf. 1993 freestylte er bereits gemeinsam mit Fat Pat häufig auf den von DJ Screw produzierten Screwtapes oder Greytapes. Aus dieser Kontinuität heraus ergab sich die Screwed Up Click, die bis zu DJ Screws Tod weiterwuchs und über Texas hinaus bekannt wurde.
Die Single Southside von seinem Debütalbum Don’t Mess with Texas wurde gemeinsam mit dem dazugehörigen Tanz auf nationaler Ebene ein Erfolg. Nach DJ Screws Tod unterzeichnet Lil’ Keke einen Plattenvertrag bei dem Label „TF-Records / Swishahouse“. 2006 war seine Single Chunk Up the Deuce mit UGK und Paul Wall, erfolgreich.
Lil’ Keke gilt als Vertreter des Houston-Untergrund-Raps. Er veröffentlicht bis heute Mixtapes und Alben. Außerdem war er bis zum Tode DJ Screws auf vielen Screwtapes vertreten. Danach und bis heute erscheinen seine Flows und Lieder auf Swishahouse Mixtapes.

## Diskografie

### Alben
| Jahr | Titel                        | Höchstplatzierung, Gesamtwochen, AuszeichnungChartplatzierungen (Jahr, Titel, Platzierungen, Wochen, Auszeichnungen, Anmerkungen) | Höchstplatzierung, Gesamtwochen, AuszeichnungChartplatzierungen (Jahr, Titel, Platzierungen, Wochen, Auszeichnungen, Anmerkungen) | Anmerkungen                                       |
| Jahr | Titel                        | US | R&B | Anmerkungen                                       |
| ---- | ---------------------------- | --- | --- | ------------------------------------------------- |
| 1997 | Don’t Mess wit Texas         | — | R&B43 (11 Wo.)R&B | Erstveröffentlichung: 17. Juni 1997               |
| 1998 | The Commission               | US176 (1 Wo.)US | R&B37 (8 Wo.)R&B | Erstveröffentlichung: 24. März 1998               |
| 1999 | It Was All a Dream           | — | R&B51 (23 Wo.)R&B | Erstveröffentlichung: 14. Juli 1999               |
| 2001 | Featured from Coast to Coast | — | R&B73 (3 Wo.)R&B | Erstveröffentlichung: 19. Dezember 2000           |
| 2002 | Platinum in da Ghetto        | US122 (3 Wo.)US | R&B22 (11 Wo.)R&B | Erstveröffentlichung: 6. November 2001            |
| 2003 | The Big Unit                 | — | R&B54 (3 Wo.)R&B | Erstveröffentlichung: 8. Juli 2003 mit Slim Thug  |
| 2004 | Wreckin’ 2004                | — | R&B93 (1 Wo.)R&B | Erstveröffentlichung: 6. Januar 2004 mit Big Hawk |
| 2008 | Loved by Few, Hated by Many  | US120 (1 Wo.)US | R&B22 (12 Wo.)R&B | Erstveröffentlichung: 18. November 2008           |
| 2012 | Heart of a Hustla            | — | R&B67 (1 Wo.)R&B | Erstveröffentlichung: 22. Oktober 2012            |
| 2014 | Money Don’t Sleep            | — | R&B35 (1 Wo.)R&B | Erstveröffentlichung: 15. Juli 2014               |

Weitere Veröffentlichungen
- 2001: Peepin’ in My Window (VÖ: 17. Juni)
- 2002: Birds Fly South (VÖ: 28. Mai)
- 2003: Street Stories (VÖ: 22. Juli)
- 2003: Changin’ Lanes (VÖ: 25. November)
- 2004: Currency (VÖ: 26. Oktober)
- 2005: Undaground All Stars: Da Texas Line Up (VÖ: 15. Februar)
- 2005: Str8 Out da Slums (mit The Jacka; VÖ: 21. Juni)
- 2005: In a Hood Near You (VÖ: 27. September)
- 2006: Custom Made Gangstas: If You Ain’t Hungry, Don’t Come to the Table (VÖ: 25. April)
- 2006: A. B. A. (VÖ: 28. Juli)
- 2006: Gangsta Grillz: Minor Setback for the Major Comeback (VÖ: 15. Dezember)
- 2008: From the Bricks (VÖ: 27. Mai)
- 2008: The Chronicles (VÖ: 3. Juni)
- 2008: Still Wreckin’ (VÖ: 21. Oktober)
- 2008: Only the Strong Survive (VÖ: 4. November)
- 2008: Universal Ghetto Pass: Swishahouse Remix (VÖ: 10. Dezember)
- 2008: Slab R Die (mit Trae; VÖ: 16. Dezember)
- 2009: Small Things 2 a Giant (VÖ: 13. Oktober)
- 2010: Addicted 2 Fame
- 2011: A. B. A. II (VÖ: 24. April)
- 2011: Testimony (VÖ: 15. November)
- 2016: Selfmade (VÖ: 1. April)

### Kompilationen
- 2005: Since the Gray Tapes Vol. 3 (mit Big Pokey; 2 CDs)
- 2005: Screwston: Swangin’ Wide (mit Big Moe und Z-Ro; VÖ: 23. August)
- 2011: Heart of Texas (mit Slim Thug und Z-Ro)
- 2013: Catalog & Collection, Vol. 1 (VÖ: 7. Mai)
- 2013: Catalog & Collection, Vol. 2 (VÖ: 7. Mai)
- 2015: Top Features, Vol. 2 (VÖ: 21. Januar)

### Singles
| Jahr | Titel Album                        | Höchstplatzierung, Gesamtwochen, AuszeichnungChartplatzierungen (Jahr, Titel, Album, Platzierungen, Wochen, Auszeichnungen, Anmerkungen) | Höchstplatzierung, Gesamtwochen, AuszeichnungChartplatzierungen (Jahr, Titel, Album, Platzierungen, Wochen, Auszeichnungen, Anmerkungen) | Anmerkungen                                                                          |
| Jahr | Titel Album                        | US | R&B | Anmerkungen                                                                          |
| ---- | ---------------------------------- | --- | --- | ------------------------------------------------------------------------------------ |
| 1998 | Southside The Commission           | — | R&B55 (20 Wo.)R&B | Erstveröffentlichung: 7. April 1998                                                  |
| 2003 | Represent Changin’ Lanes           | — | R&B98 (2 Wo.)R&B | Erstveröffentlichung: April 2003 Papa Reu feat. Lil’ Flip, Lil’ Keke und H. A. W. K. |
| 2005 | Draped Up Trill                    | — | R&B61 (19 Wo.)R&B | Erstveröffentlichung: September 2005 Bun B feat. Lil’ Keke                           |
| 2006 | Chunk Up the Deuce                 | — | R&B63 (16 Wo.)R&B | Erstveröffentlichung: August 2006 feat. Paul Wall & UGK                              |
| 2007 | Break ’Em Off Get Money, Stay True | US72 (1 Wo.)US | R&B58 (20 Wo.)R&B | Erstveröffentlichung: Januar 2007 Paul Wall feat. Lil’ Keke                          |
| 2008 | I’m A G                            | — | R&B75 (5 Wo.)R&B | Erstveröffentlichung: 4. Dezember 2007 feat. Birdman                                 |

Weitere Singles
- 1998: 25 Lighters (DJ DMD feat. Lil’ Keke und Fat Pat)
- 1998: Baller in the Mix / Getting Paid / Still Pimping Pens
- 1999: Everyday All Day
- 1999: In the Door
- 1999: Till It Ain’t No More (Mr. Coop feat. Lil’ Keke)
- 1999: Luscious Ice Presents Southern Hospitality (mit C-Note, Endangered Species und DJD)
- 2001: Cowgirl
- 2001: Platinum in da Ghetto
- 2001: Still Bangin’ Screw (mit Lil’ Flip)
- 2003: Watcha Back (Preny-Mo feat. B. G. und Lil’ Keke)
- 2008: Money in the City
- 2016: We So Texas (Catastrophic feat. Lil’ Keke)